# Pallister-Hall-Syndrom
Das Pallister-Hall-Syndrom (kurz PHS) ist ein sehr seltenes angeborenes Fehlbildungssyndrom mit den Hauptmerkmalen Hamartom im Hypothalamus, Hypopituitarismus, Analatresie, postaxiale Polydaktylie.
Synonyme sind: Hall-Pallister Syndrom; RALPHA-Syndrom,  Anagramm für Renal-Anal-Lunge-Polydaktylie-Hamartoblastom-Syndrom; 4H-Syndrom (Hypothalamic-Hamartoblastoma-Hyperphalangeal-Hypoendocrine-Hypoplastic anus Syndrome); Hamartopolydaktylie; MISHAP, Anagramm für Microcephalus-Imperforate anus-Syndaktylie-Hamartoblastoma-Abnormal lung lobulation-Polydaktyl-Syndrome; Hamartom im Hypothalamusbereich - Polydaktylie
Die Bezeichnung bezieht sich auf die Erstautoren der Erstbeschreibung aus dem Jahre 1980 durch die kanadische Kinderärztin  und Humangenetikerin Judith Goslin Hall (* 1939) und den US-amerikanischen Kinderarzt und Humangenetiker  Philip D. Pallister (* 1920).

## Verbreitung
Die Häufigkeit wird mit unter 1 zu 1.000.000 angegeben, die Vererbung erfolgt autosomal-dominant. Bisher wurden etwa 100 Patienten beschrieben.

## Ursache
Der Erkrankung liegen Mutationen im GLI3-Gen am Genort 7p14.1 zugrunde, welches für einen Transkriptionsfaktor kodiert, der durch den Hedgehog-Signalweg aktiviert wird.

## Klinische Erscheinungen
Klinische Kriterien sind:
- Intrauterine Wachstumsretardierung
- Hypophysendysfunktion (Hypopituitarismus),  Hypothalamus-Hamartome
- Gesichtsdysmorphie mit flachem Mittelgesicht, weiten Fontanellen, langem Philtrum, nach oben gerichtete Nasenlöcher, Zungenbändchen, dysplastische Ohrmuscheln, Mikrotie, Mikrophthalmie, Kolobom, Lippen-Kiefer-Gaumenspalte, neonatale Zähne,  Epiglottis-Spalte, auch Larynxatresie oder Larynxspalt
- postaxiale Polydaktylie, meist am 3. oder 4. Finger,  Syndaktylie, überstreckbare Hüft- und Kniegelenke
- Nagelhypoplasie, kurze Extremitäten
- Genitalfehlbildungen mit Mikropenis, Kryptorchismus, Hypospadie, seltener Nierenagenesie, Hydrometrokolpos
- Analatresie, Hirschsprungsche Krankheit

## Diagnose
Bei Patienten mit familiärer Belastung mit PHS müssen für die klinische Diagnose zwei Kriterien vorliegen:
- (1) Hypothalamus-Hamartom
- (2) Polydaktylie

Im Röntgenbild finden sich typischerweise:
- flache Sella turcica, Schaltknochen, prominentes Hinterhaupt
- kleiner Thorax mit dünnen Rippen, mitunter abnormale Lungenlappen, multiple Ossifikationszentren im Brustbein
- Skoliose, abgeflachte Halswirbel
- kurzer und breiter Radius

In der Kernspintomographie eine Raumforderung in der Mittellinie hypothalamisch isointens mit der grauen Substanz.
Die Diagnose kann molekulargenetisch bestätigt werden.
Bereits intrauterin ist durch Feinultraschall oder MRT ein hypothalamisches Hamartom nachweisbar.

## Differentialdiagnose
Abzugrenzen sind:
- Oro-fazio-digitales Syndrom Typ 6
- Holzgreve-Wagner-Rehder-Syndrom
- McKusick-Kaufman-Syndrom
- Holt-Oram-Syndrom
- Bardet-Biedl-Syndrom
- Smith-Lemli-Opitz-Syndrom
- Kraniopharyngeom
- Greig-Syndrom
- Ellis-van-Creveld-Syndrom
- Hypertelorismus-Hypospadie-Syndrom (Dysphagie-Hypospadie-Syndrom)